# 디젤 전기동차

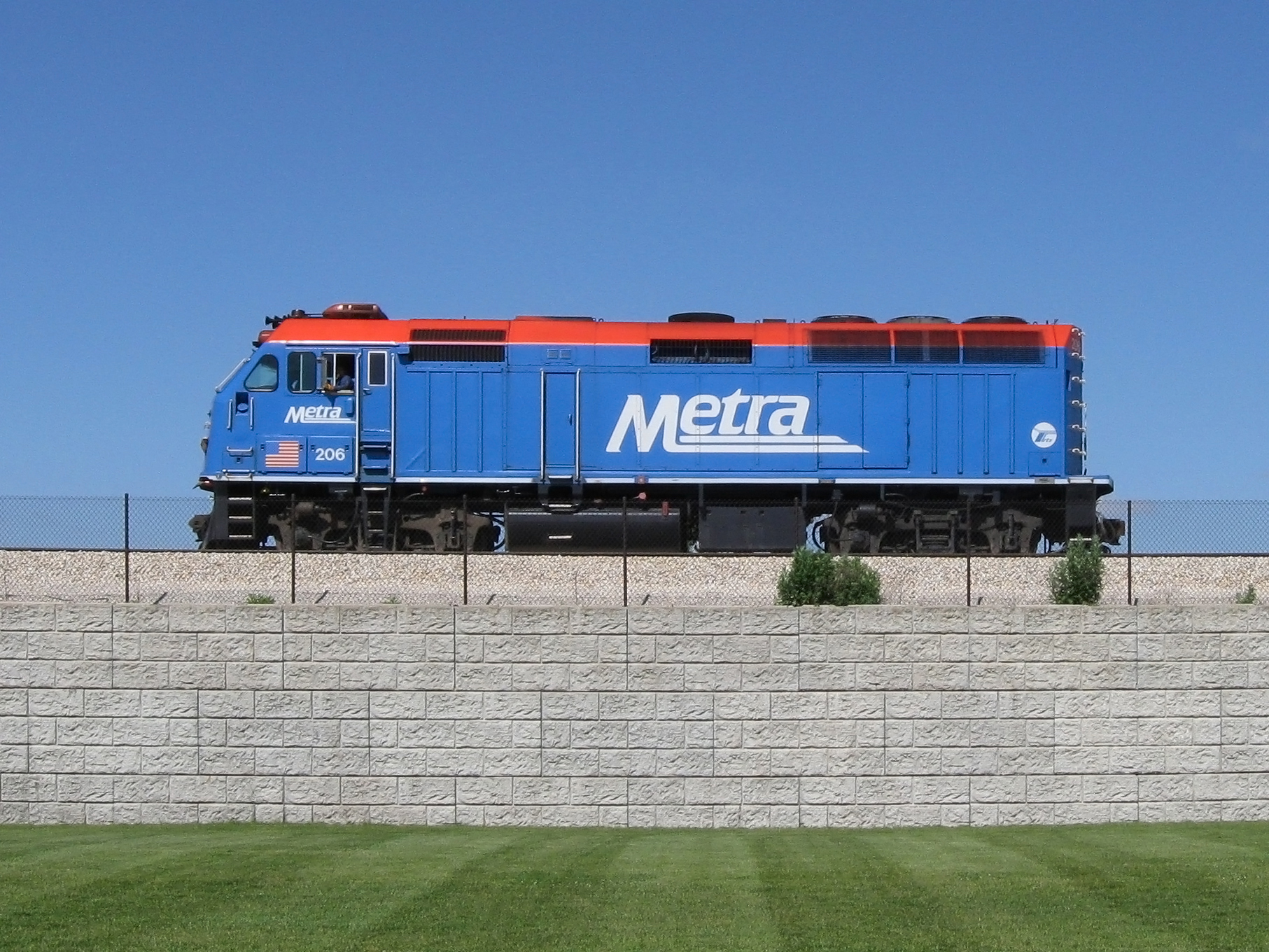

디젤 전기동차 또는 디젤 전기 동력장치는 운동을 제공하기 위한 차량 및 선박 유형의 숫자로 사용된다.
디젤 전기 전송 시스템은 발전기에 연결된 디젤 기관, 전력 전기 견인 전동기를 만드는 전기를 포함한다. 어떤 클러치가 필요없다.

## 같이 보기
- 터빈 전기동차